# Skoki narciarskie w Serbii
Skoki narciarskie w Serbii zaczęto uprawiać już za czasów Jugosławii, kiedy to powstały pierwsze skocznie w tym kraju. Po rozpadzie Jugosławii skoki narciarskie w Serbii straciły na popularności, ponieważ najlepsi jugosłowiańscy skoczkowie zaczęli reprezentować głównie Słowenię, przez co Serbowie nie mieli reprezentantów wykazujących wysoki poziom sportowy. Pierwszym serbskim skoczkiem reprezentującym ten kraj po rozpadzie Jugosławii był Nikola Stevanović, który 9 lutego 2019 roku zadebiutował w FIS Cupie w Rastbüchl na skoczni HS78, zajmując 75. miejsce. Mistrzostwa Jugosławii w skokach narciarskich po jej rozpadzie nie są kontynuowane w Serbii.

## Skocznie narciarskie w Serbii
Na terenie Serbii na przestrzeni lat powstało 5 skoczni narciarskich, z czego do tej pory przetrwała tylko jedna, jednak nie jest ona wykorzystywana.
- Belgrad (Avala) – skocznia wybudowana w 1936 w stolicy Serbii o punkcie konstrukcyjnym umiejscowionym na 20 metrze. Skocznia nie była długo używana i uległa zniszczeniu.

- Belgrad (Košutnjak) – skocznia o punkcie K wyznaczonym na 40 metrze. Została wybudowana w 1936 roku i przebudowana w 1956, po czym 26 lutego 1956 roku odbyły się na niej zawody, w których wystąpiło 10 zawodników. Podczas zawodów Albin Rogelj ustanowił rekord skoczni wynoszący 35 metrów, jednak nieoficjalnie najdłuższym skokiem oddanym na tym obiekcie był skok na 45 metrów.

- Goč – skocznia umiejscowiona w ośrodku narciarskim, jej punkt konstrukcyjny wynosi 30 metrów. Została wybudowana w 2004 roku i choć obecnie skocznia zarejestrowana jest jako nadal czynna, to nie jest wykorzystywana i powoli popada w ruinę. Rekordzista nie jest znany.

- Kopaonik – skocznię o punkcie konstrukcyjnym na 20 metrze w Kopaoniku wybudowano w 1954 roku i zdemontowano już w 1958. Powstał plan budowy skoczni K120 w tym miejscu, jednak projekt nie jest i prawdopodobnie nie będzie zrealizowany.

- Popovica – skocznię wybudowano w górach Fruška gora w pobliżu Nowego Sadu w 1948 roku. Punkt K tej skoczni wynosił 30 metrów. Skocznia już od dawna nie istnieje.

## Rekord kraju w długości skoku
Rekordzistą Serbii w długości skoku jest jedyny w historii tego kraju skoczek zarejestrowany przez FIS, Nikola Stevanović.
|                 | Nazwisko          | Odległość | Miejsce | Okoliczności         | Rok  |
| --------------- | ----------------- | --------- | ------- | -------------------- | ---- |
| Rekord mężczyzn | Nikola Stevanović | 65 metrów | Planica | Trening indywidualny | 2019 |

## Źródła
- http://www.skisprungschanzen.com/

- https://fis-ski.com

- https://www.skijanje.rs/istorija/istorija-skijanja-u-srbiji/ski-skakaonice-u-srbiji/